# Éric II (roi de Danemark)
Pour les articles homonymes, voir Éric II.
Erik II Emune (le Mémorable) fut roi de Danemark de 1134 à 1137.

## Biographie
Éric naît vers 1090, il est l'un des fils illégitimes du roi Éric Ier et d'une concubine inconnue. Il reçoit comme domaine de son demi-frère légitime Knud Lavard quelques îles danoises, et devient alors jarl de Møn, Lolland, et Falster.

### Le prétendant
Après le meurtre de Knud Lavard par Magnus Nilsson (i.e Magnus le Fort) fils du roi Niels de Danemark, Éric et son autre demi-frère illégitime Harald Kesja entrent en rébellion contre le responsable du crime le roi Niels de Danemark. Éric est alors élu antiroi de Danemark en Scanie en avril 1131, ce qui incite rapidement Kesja à soutenir Niels par jalousie.
Les troupes d'Éric subissent plusieurs défaites contre celles du roi Niels et de son fils Magnus le Fort, d'abord à Jelling dans le Jutland en 1131 et à  Værbro en Seeland, et il se réfugie en Scanie. La rapidité de sa fuite lui fait donner par dérision le surnom de Pied de lièvre. Éric tente sans succès de convaincre l'empereur Lothaire II du Saint-Empire de soutenir sa revendication au trône, il n'a pas plus de succès auprès de Magnus IV de Norvège en 1133 qui répudie peu après son épouse la nièce d'Éric Il retourne en Scanie en 1134 mais s’appuie aussi sur les partisans de son demi-frère assassiné ; menés par la famille de Skjalm Hvide de Seeland.Asser, cousin-germain de Knud Lavard apporte désormais son soutien à l’entreprise et l’Empereur germanique Lothaire II se tourne contre Niels Ier de Danemark si bien qu’à Pâques 1134 à Halberstadt Magnus Nilsson doit rendre pour la première de l’histoire du royaume un véritable hommage à L’Empire.
L’armée d’Éric II Emune qui s’était installée à Lund, renforcée par 300 chevaliers allemands mercenaires inflige le 4 juin 1134 lors de la bataille de Fotevik près de Skanör en Scanie une sanglante défaite à l’armée royale dans laquelle Magnus Nilsson est tué avec cinq évêques et de nombreux nobles danois. le roi Niels Ier de Danemark s’enfuit dans le Sud-Jutland où il est tué par des bourgeois le 25 juin suivant.

### Règne
Éric est proclamé roi en Scanie lors du landsting tenu sur la colline de Saint-Liber, et il fait de 
Lund sa capitale. Il récompense ses partisans en leur distribuant les places des disparus. C’est ainsi que Eskill Christiernsen le neveu de l’archevêque Asser est promu à l’évêché de Roskilde. À la suite de sa victoire retentissante à Fotevik, Éric reçoit un nouveau surnom Emune c'est-à-dire Mémorable, qui remplace avantageusement Pied de Lièvre. Harald Kesja est retourné au Danemark, où il se fait proclamer roi du Jutland par un autre landsting, dans le Schleswig. Éric réagit immédiatement et il fait exécuter Harald et huit de ses fils, seul Olaf Haraldsen réussit à sauver sa vie.
Éric II commence ensuite les démarches pour obtenir la canonisation de son demi-frère Knud Lavard et il fonde une abbaye à Ringsted où l'on commence à constater des miracles sur le tombe du prince défunt. Le roi cherche en fait à établir un pouvoir de droit divin et la canonisation de Knud renforcerait la légitimité de ses droits au trône. Knud ne sera toutefois finalement canonisé qu'en 1170.
Éric a la réputation d'être un roi redoutable pour ses ennemis. À l'été 1136, Éric entreprend une  croisade contre la population païenne d'Arkona, ville principale de l'île de Rügen au large des rives de la mer Baltique. Il ordonne à ses hommes de creuser un canal afin d'isoler la cité du reste de l'île. Le canal a pour effet de priver la ville d'Arkona d'eau douce et elle est contrainte de faire sa reddition. Par contre en 1135, l'année avant qu'il réduise Arkona, Éric est battu lors d'une combat naval près des côtes danoises par une flotte de Slaves commandée par le duc de Poméranie Racibor Ier qui pille ensuite Roskilde la capitale danoise, et qui l'année suivante après un combat à Konungahella (Kungahälla (sv)), désormais en Suède, saccage la ville également. Il appuie Magnus IV lors d'une campagne infructueuse en Norvège, où il incendie Oslo. Lorsqu'il apprend alors que Eskil a soulevé les nobles de Seeland contre lui, Éric revient du nord par Funen et le Jutland pour mettre fin rapidement à la rébellion, et impose une lourde amende à  Eskil. Au milieu de ces violences, un soulèvement de paysans éclata en Seeland et le roi est assassiné  à Ribe le 18 septembre 1137.

## Union et postérité
En 1131, Erik II Emune avait épousé Malfrid, fille de Mstislav II de Kiev, et désormais veuve du roi Sigurd Ier de Norvège qui l'avait répudiée. Mais il ne laissa qu’un fils naturel :
- Sven III de Danemark, né avant 1125.

### Sources
- (en) Cet article est partiellement ou en totalité issu de l’article de Wikipédia en anglais intitulé « Eric II of Denmark » (voir la liste des auteurs).
- Simon Lebouteiller (traduit du norrois et présenté), La Saga des rois de Danemark Knýtlinga saga, Toulouse, Anacharis, 2021, 253 p. (ISBN 9791027904129), « § 94-103 », p. 195-206
- Lucien Musset, Les Peuples scandinaves au Moyen Âge, Paris, Presses universitaires de France, 1951, 342 p. (OCLC 3005644).
- (da) Dansk biografisk Lexikon / IV. Bind. Clemens - Eynden p. 540-541:  Erik Emune.